# Johan Norell
Johan Norell, född 29 september 1981, är en svensk fotbollsspelare (vänsterback).
Norell är fostrad i IK Brage, och spelade i Allsvenskan för Enköpings SK (2003) och Landskrona BoIS (2005). Han fick sluta sin fotbollskarriär efter en envis knäskada år 2008.